# کاروانسرای ابریشم گران
کاروانسرای ابریشم گران مربوط به دوره زند است و در سمنان، منشعب از معبر کهن دژ و بازار شیخ علاالدوله واقع شده و این اثر در تاریخ ۲۵ اسفند ۱۳۸۰ با شمارهٔ ثبت ۵۶۳۴ به‌عنوان یکی از آثار ملی ایران به ثبت رسیده است.